# Gan (Ethnie)
Die Gan sind eine Ethnie, die mehrheitlich im Südwesten  der afrikanischen Republik Burkina Faso lebt.

## Geographie
Die Gan leben in der Provinz Poni im Südwesten von Burkina Faso in einem von mehreren Zuflüssen des Dgporo  entwässerten Gebiet, das in den höchsten Erhebungen bis auf 449 Meter über NN ansteigt. Der Dgporo ist ein Nebenfluss des der Provinz ihren Namen gebenden Flosses Poni, der wiederum in den Schwarzen Volta, den Grenzfluss zu Ghana fließt. Die vorherrschende Vegetationsform im Land der Gan ist Savanne, in welcher die circa 6000 Gan in kleinen, weit verstreuten Siedlungen vom Anbau von Yam, Hirse und Weizen leben.

## Geschichte
Die Überlieferung der Könige der Gan in ihrer Hauptstadt Opiré westlich von Gaoua berichtet, dass die Gan aus dem Gebiet in der früheren Goldküste (heute: Republik Ghana) nach Nordwesten über die heutige Côte d’Ivoire in ihr heutiges Siedlungsgebiet eingewandert sind. Dort ließen sie sich in Kĩngé nieder und weiteten unter der Leitung ihrer Könige ihr Siedlungsgebiet aus. Seit dem späten 16. Jahrhundert ist Opiré der Sitz der Könige. Das Königreich wurde durch Goldwäscherei und Goldhandel wohlhabend. Seit 2003 herrscht über die Gan der 29. König, Toukpã Batou, über ein erheblich verkleinertes Reich, das erst mit dem Ersten Weltkrieg von der Kolonialmacht Frankreich vollständig unterworfen werden konnte.

## Sprache
Die Sprache der Gan wurde 1975 von Gebriel Massey als zur Gur-Sprache gehörend klassifiziert und gehört danach zur Kerngruppe Zentralgur und dort wieder zur Untergruppe Süd.

## Weltkulturerbe
Seit dem Jahre 2009 sind die Überreste der Ruinen von Loropéni als bisher einziger Ort in Burkina Faso durch die UNESCO zum Weltkulturerbe erklärt worden. Es handelt sich um ein mauerumwehrtes Areal in dessen Schutz etwa 100 Gebäude standen. Aufgrund von C14-Datierungen wird der Beginn der Besiedlung des Platzes auf die Zeit um das Jahr 1100 nach Christi Geburt geschätzt. Loropéni liegt etwas mehr als acht Kilometer südöstlich von Opiré entfernt an der Straße nach Gaoua.
Diese und ähnliche Verteidigungsanlagen, von den Gan Karāga genannt, dienten nach Meinung von Archäologen zur Verteidigung der wichtigen Handelsverbindung vom goldreichen Königreich Mali zur Atlantikküste und dem für die Beschaffung von Arbeitskräften für die Goldgewinnung notwendigen Handel mit Sklaven. Die Ganüberlieferungen erklären, dass die Festungsbauten schon bestanden, als sie im heutigen Siedlungsgebiet ankamen und dass sie spätestens im 19. Jahrhundert verlassen wurden.